# Химаколово
Химаколово (фин. Himakkala) — упразднённая деревня на территории Токсовского городского поселения Всеволожского района Ленинградской области.

## Географическое положение
Находилась к западу от автодороги Токсово — Волоярви, проходящей по территории Ржевского артиллерийского полигона.

## История
Впервые упоминается в Писцовой книге Водской пятины 1500 года как семь смежных деревень Гимокала и на Гимокале в Ильинском Келтушском погосте Ореховского уезда.
Первое картографическое упоминание деревни — селение Himokille на карте Нотебургского лена, начерченной с оригинала первой трети XVII века в 1699 году.
На шведской «Генеральной карте провинции Ингерманландии» 1704 года она отмечена как деревня Himakala.
Как деревня Гиммкала обозначена на «Географическом чертеже Ижорской земли» Адриана Шонбека 1705 года.
Упоминается на карте Санкт-Петербургской губернии Я. Ф. Шмидта 1770 года как деревня Кгимколово .
На одной из карт «окружности Санкт-Петербурга» А. М. Вильбрехта 1792 года деревня называна Хималкова, на другой — Гамаскова, а на карте Санкт-Петербургской губернии прапорщика Н. Соколова того же года — Гамоскова.
Затем как деревня Химаколова она обозначена на «карте окружности Санкт-Петербурга» 1810 года.
На карте Санкт-Петербургской губернии Ф. Ф. Шуберта 1834 года деревня впервые обозначена как несколько смежных посёлков или частей: Пугля-Мяки, Ноголозе-Мяки, Кемпе-Мяки, Кярбя-Мяки, Рая-Оя и Сельлилля.

ХИМОКАЛОВА — деревня принадлежит ведомству коменданта Санкт-Петербургской крепости, число жителей по ревизии: 163 м. п., 210 ж. п.. (1838 год)

На Плане генерального межевания Шлиссельбургского уезда деревня названа Химаколова.
В 1844 году деревня Химаколова насчитывала 35 крестьянских дворов.
На этнографической карте Санкт-Петербургской губернии П. И. Кёппена 1849 года она обозначена как деревня Himakkala, расположенная в ареале расселения эвремейсов. В пояснительном тексте к этнографической карте деревня записана Himakala (Химокалова) и указано количество жителей деревни на 1848 год: эвремейсов — 169 м. п., 223 ж. п., всего 392 человека.

ХИМАКАКОВА — деревня Ведомства коменданта Санкт-Петербургской крепости, по просёлочной дороге, число дворов — 42, число душ — 189 м. п. (1856 год)

Число жителей деревни Химаккала по X-ой ревизии 1857 года: 170 м. п., 211 ж. п..
Согласно «Топографической карте частей Санкт-Петербургской и Выборгской губерний» в 1860 году деревня Химаколова состояла из шести посёлков: Погелай мякки — 8 дворов, Пуглямякки — 22 двора, Кемпе мякки — 6 дворов, Карня мякки — 18 дворов, Рая-оя — 4 двора и Сельгизева — 5 дворов. В деревне были три ветряных мельницы.

ХИМАКОВО (ХИМАКОЛОВО) — деревня Комендантского ведомства при озёрах Раямал и Ламби, состоит из деревень: Кемпемякки, Ногелаймякки, Пуглямякки; число дворов — 66, число жителей: 172 м. п., 240 ж. п. (1862 год)

Согласно карте из «Исторического атласа Санкт-Петербургской Губернии» 1863 года деревня Химаколова состояла из посёлков: Пугля мякки, Ногелай мякки, Кемпе мякки, Карпя мякки, Рая-оя и Селегазева.
Согласно подворной переписи 1882 года в деревне Химаккала проживали 75 семей, число жителей: 166 м. п., 196 ж. п.; лютеране: 159 м. п., 190 ж. п.; разряд крестьян — ведомства Санкт-Петербургского коменданта, а также пришлого населения 4 семьи, в них: 6 м. п., 6 ж. п., лютеране: 6 м. п., 5 ж. п..
По данным Материалов по статистике народного хозяйства в Шлиссельбургском уезде от 1885 года 57 крестьянских дворов в деревне Киммакала (или 77 % всех дворов) занимались метёлочным промыслом.

ХИМАККОЛОВО (ХИМАККАЛА) — состоит из посёлков: Путирланмяки (Пугиламяки), Ногелайземяки, Кемпимяки, Кярпянмяги (Кярбямяки), Кюляятко, Кеземяки, Раяланмяки (Раялово) (1896 год)

В конце XIX — начале XX века деревня административно относилась к Токсовской волости 4-го земского участка 2-го стана Шлиссельбургского уезда Санкт-Петербургской губернии. Население деревни было однородным — финским.
По данным «Памятной книжки Санкт-Петербургской губернии» за 1905 год деревня Химаколово входила в состав Пурновского сельского общества.

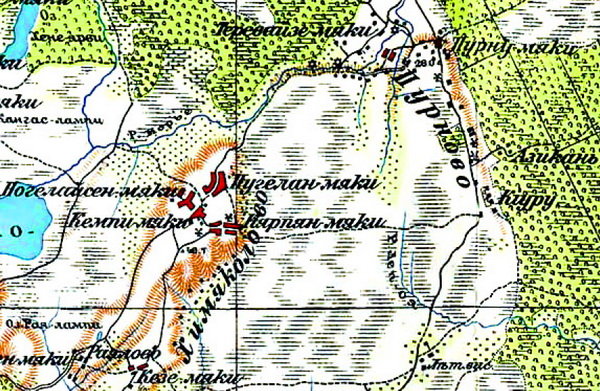
Деревня Химаколово на карте 1909 года

Согласно «Карте окрестностей Санкт-Петербурга» 1909 года деревня называлась Химяколово, в деревне находились три ветряных мельницы.
В деревне была своя начальная школа. В 1910—1911 учебном году в школе учились 19 мальчиков и 20 девочек, учителем работал выпускник Колпанской семинарии С. Паукки.
В 1913 году деревня Химаколово состояла из посёлков: Пугелан-мяки — 12 дворов, Ногелайсен-мяки — 15 дворов, Кярпян-мяки — 19 дворов, Кемпи-мяки — 8 дворов, Раялово — 15 дворов и Кезе-мяки — 17 дворов. В деревне находились две ветряных мельницы.
С 1917 по 1923 год деревня входила в состав Химаколовского сельсовета Токсовской волости Шлиссельбургского уезда.
С февраля 1923 года в составе Ленинградского уезда.
В 1926 году был организован Химакколовский финский национальный сельсовет Ленинградского уезда, население которого составляли: финны — 894, русские — 150 человек.

КЕМПИНМЯККИ (ХИМАККАЛА) — посёлок Химаккаловского сельсовета Токсовской волости, 14 хозяйства, 55 душ.

Из них: все финнов-ингерманландцев.

КЕСЕЛЯ (ХИМАККАЛА) — посёлок Химаккаловского сельсовета Токсовской волости, 24 хозяйств, 102 души.

Из них: все финны-ингерманландцы.

КЯРКМЯККИ (ХИМАККАЛА)— посёлок Химаккаловского сельсовета Токсовской волости, 21 хозяйство, 102 души.

Из них: русских — 7 хозяйств, 27 душ; финнов-ингерманландцев — 14 хозяйств, 75 душ.

НОКЕЛАЙСМЯККИ (ХИМАККАЛА) — посёлок Химаккаловского сельсовета Токсовской волости, 29 хозяйств, 133 души.

Из них: русских — 4 хозяйств, 9 душ; финнов-ингерманландцев — 25 хозяйств, 124 души.

ПУРНУ (ХИМАККАЛА) — посёлок Химаккаловского сельсовета Токсовской волости, 18 хозяйств, 170 душ.

Из них: все финны-ингерманландцы.

ПУХИЛАНМЯККИ (ХИМАККАЛА) — посёлок Химаккаловского сельсовета Токсовской волости, 38 хозяйств, 66 душ.

Из них: русских — 7 хозяйств, 27 душ; финнов-ингерманландцев — 31 хозяйств, 143 души.

РАЯЛА (ХИМАККАЛА) — посёлок Химаккаловского сельсовета Токсовской волости, 15 хозяйств, 74 души.

Из них: русских — 1 хозяйство, 1 душа; финнов-ингерманландцев — 14 хозяйств, 73 души.

РЕВОНАХО (ХИМАККАЛА) — посёлок Химаккаловского сельсовета Токсовской волости, 11 хозяйств, 53 души.

Из них: русских — 3 хозяйства, 14 душ; финнов-ингерманландцев — 8 хозяйств, 39 душ (1926 год) всего 785 человек.

С февраля 1927 года в составе Куйвозовской волости, с августа 1927 года в составе Куйвозовского финского национального района.
По административным данным 1933 года в состав Химакаловского финского национального сельсовета Куйвозовского финского национального района входили деревни: Карпинмяки, Кезямяки, Ногелайзмяки, Пурново, Пухиланмяки, Раялово, Ревонахо.
По данным 1936 года в состав Химакаловского сельсовета входили 8 населённых пунктов, 172 хозяйства и 3 колхоза. С марта 1936 года, в составе Токсовского района.

ХИМАККОЛОВО — деревня Койвукюльского сельсовета Парголовского района, 442 чел. (1939 год)

Деревня Химаколово на карте 1939 года

Согласно карте Карельского перешейка ГШ РККА 1939 года деревня называлась Химаколово и насчитывала 61 двор. Деревня являлась конечным пунктом, построенной в начале века и проходящей по Ржевскому полигону, узкоколейной жезной дороги Ржевка — Химаколово. С 1 января 1939 года, согласно областным административным данным, населения в деревне нет. Национальный сельсовет был ликвидирован весной 1939 года.
Деревня Химаколово — место компактного проживания ингерманландских финнов. Начиная с 1931 и по 1942 год, в несколько этапов, все жители деревни Химаколово и других окрестных деревень, земли которых отошли Ржевскому артиллерийскому полигону, были депортированы в Красноярский край и низовья реки Лена.
Сейчас — урочище Химаколово.

## Фото

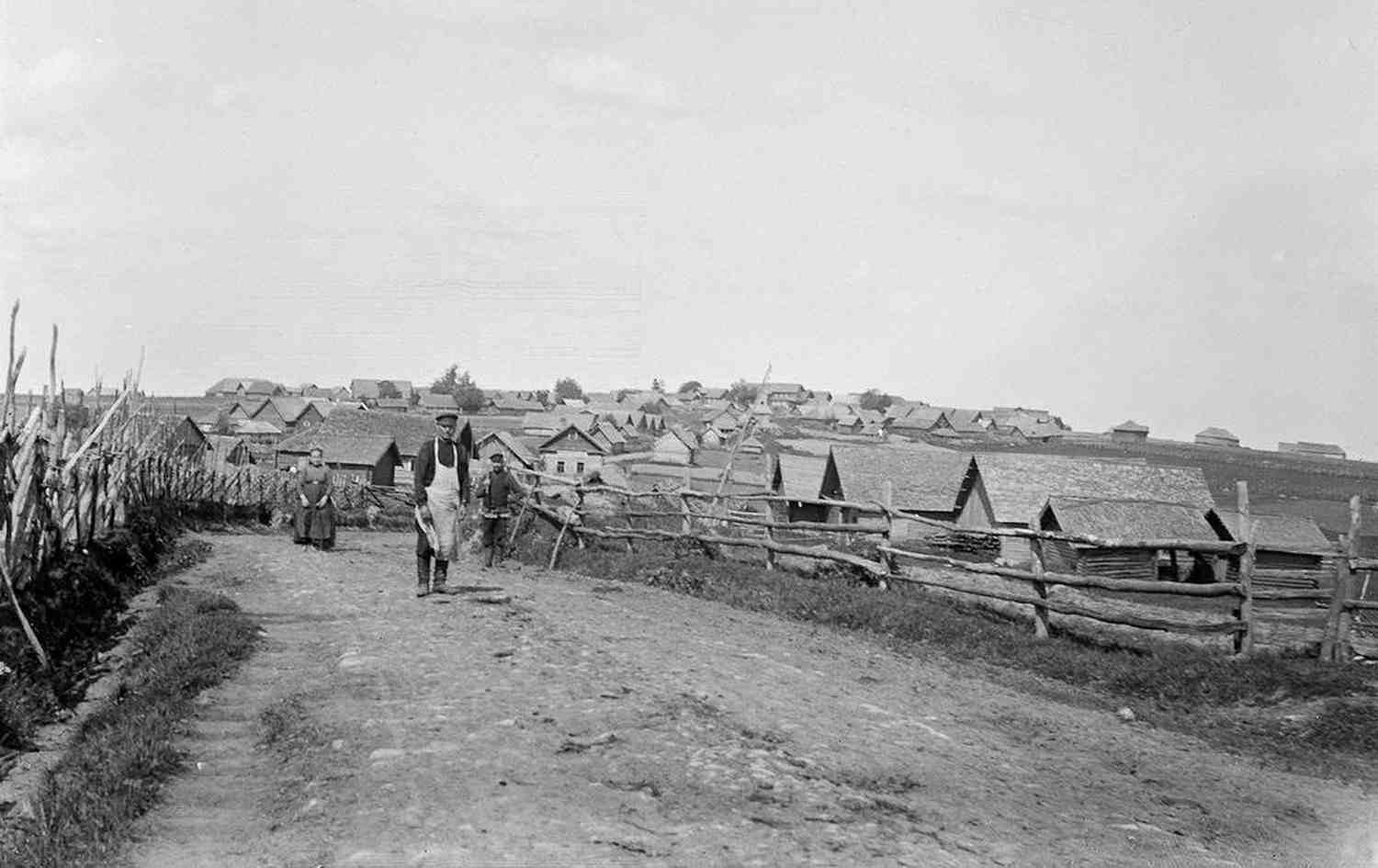
Деревня Химаколово. 1911 год
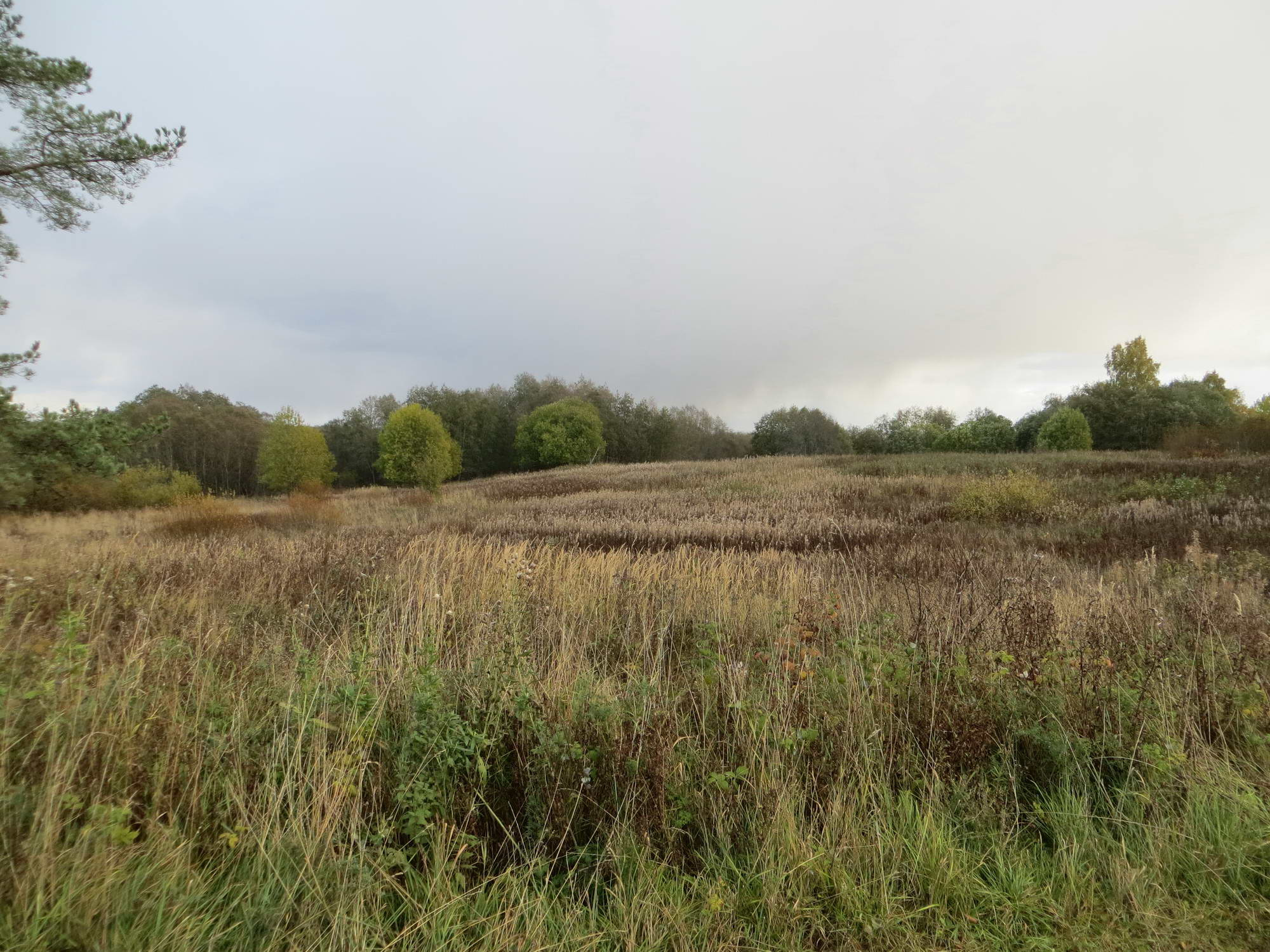
Урочище Химаколово. 2015 год
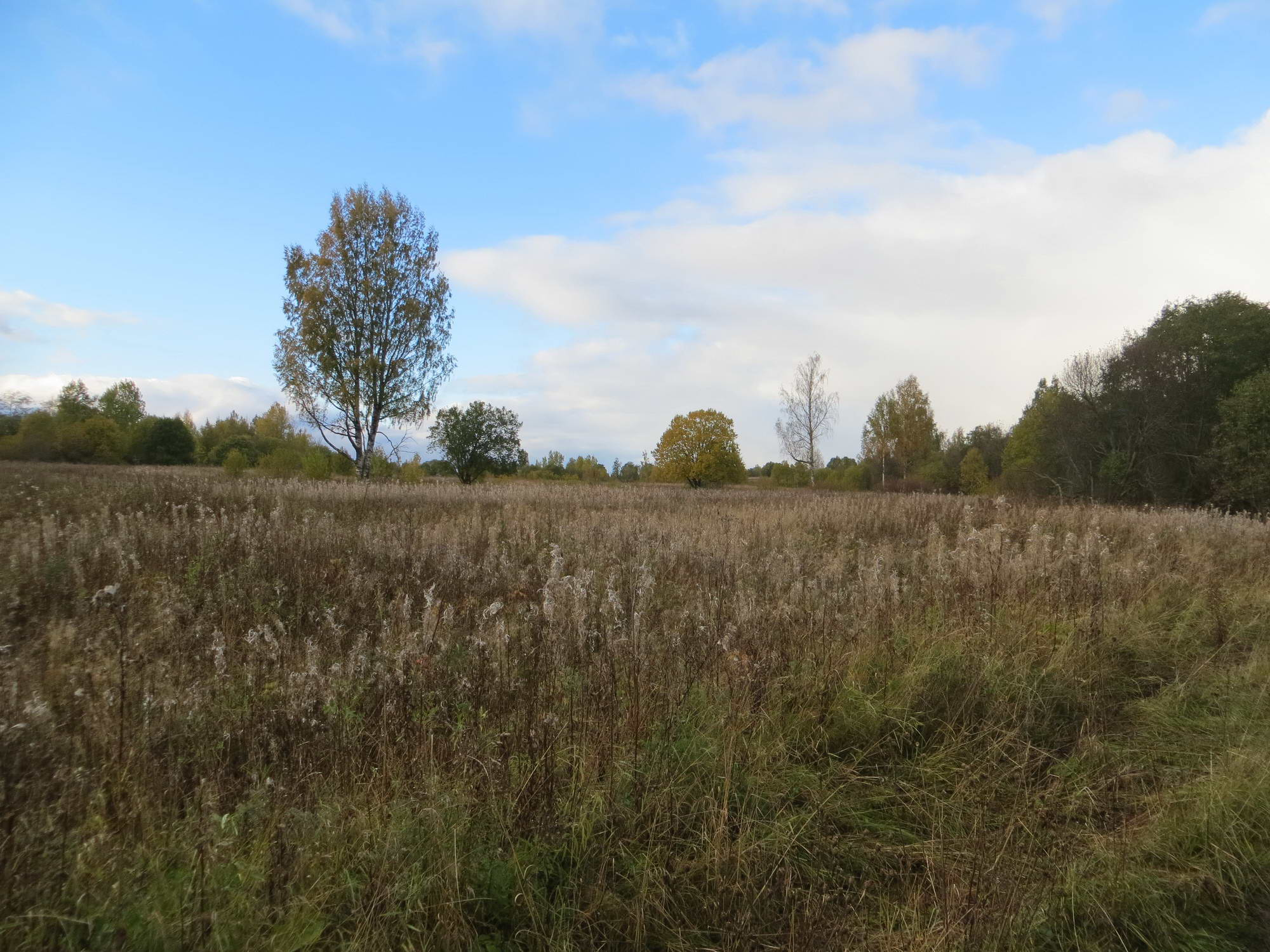
Урочище Химаколово. 2015 год